# هیئت‌های نمایندگان کنگره ایالات متحده از نیویورک
هیئت‌های نمایندگان کنگره ایالات متحده از نیویورک (انگلیسی: United States congressional delegations from New York) جدول‌های زیر شامل فهرست نمایندگان منتخب مجلس نمایندگان ایالات متحده و مجلس سنای ایالات متحده آمریکا است.

## مجلس نمایندگان کنگره ایالات متحده آمریکا
فهرست نمایندگان ایالات متحده از نیویورک

### نمایندگان فعلی
فهرست اعضای هیئت نمایندگان اهل نیویورک در مجلس نمایندگان ایالات متحده، دوران خدمت، محدوده مناطق به لحاظ سیاسی و بر اساس (CPVI) در جدول ثبت شده. هیئت نمایندگان نیویورک در مجموع ۲۶ عضو دارد که شامل ۱۷ دموکرات و ۹ عضو جمهوریخواه هستند و یک کرسی نیر در حال حاضر خالی است.
| منطقه | نماینده (مقیم)                                                   | حزب                                | شاخص رای‌دهی احزاب | زمان شاغل به خدمت | نقشه منطقه |
| ----- | ---------------------------------------------------------------- | ---------------------------------- | ----------------- | ----------------- | ---------- |
| R     | لی زلدین (شرلی، نیویورک)                                         | حزب جمهوری‌خواه ایالات متحده آمریکا | R+۵               | ژانویه۳, ۲۰۱۵     |            |
| R     | پیتر کینگ (سیفولد، نیویورک)                                      | حزب جمهوری‌خواه ایالات متحده آمریکا | R+3               | ژانویه۳, ۱۹۹۳     |            |
| R     | توماس اسوزی (گلن یارو، نیویورک)                                  | حزب دموکرات (ایالات متحده آمریکا)  | D+1               | ژانویه ۳, ۲۰۱۷    |            |
| R     | کاتلین رایس (گاردن سیتی، نیویورک)                                | حزب دموکرات (ایالات متحده آمریکا)  | D+4               | ژانویه۳, ۲۰۱۵     |            |
| R     | گرگوری میکس (کویینز)                                             | حزب دموکرات (ایالات متحده آمریکا)  | D+37              | فوریه۳, ۱۹۹۸      |            |
| R     | گریس منگ (کویینز)                                                | حزب دموکرات (ایالات متحده آمریکا)  | D+16              | ژانویه۳, ۲۰۱۳     |            |
| R     | نیدیا ولاسکس (بروکلین/کویینز)                                    | حزب دموکرات (ایالات متحده آمریکا)  | D+38              | ژانویه۳, ۱۹۹۳     |            |
| R     | حکیم جفریس (بروکلین)                                             | حزب دموکرات (ایالات متحده آمریکا)  | D+36              | ژانویه۳, ۲۰۱۳     |            |
| R     | ایوت کلارک (بروکلین)                                             | حزب دموکرات (ایالات متحده آمریکا)  | D+34              | ژانویه۳, ۲۰۰۷     |            |
| R     | جرالد ندلر (منهتن)                                               | حزب دموکرات (ایالات متحده آمریکا)  | D+26              | نوامبر۳, ۱۹۹۲     |            |
| R     | دن دانوان (استیتن آیلند)                                         | حزب جمهوری‌خواه ایالات متحده آمریکا | R+3               | مه۵, ۲۰۱۵         |            |
| R     | کارلین مالنی (منهتن)                                             | حزب دموکرات (ایالات متحده آمریکا)  | D+31              | ژانویه۳, ۱۹۹۳     |            |
| R     | آدریانو اسپاییات (منهتن)                                         | حزب دموکرات (ایالات متحده آمریکا)  | D+43              | ژانویه۳, ۲۰۱۷     |            |
| R     | جوی کراولی (کویینز/برانکس)                                       | حزب دموکرات (ایالات متحده آمریکا)  | D+29              | ژانویه۳, ۱۹۹۹     |            |
| R     | خوزه سرانو (برانکس)                                              | حزب دموکرات (ایالات متحده آمریکا)  | D+44              | مارس۲۰, ۱۹۹۰      |            |
| R     | الیوت انگل (یانکرز)                                              | حزب دموکرات (ایالات متحده آمریکا)  | D+24              | ژانویه۳, ۱۹۸۹     |            |
| R     | نیتا لوی (هریسون، نیویورک)                                       | حزب دموکرات (ایالات متحده آمریکا)  | D+7               | ژانویه۳, ۱۹۸۹     |            |
| R     | شان پاتریک مالنی (کارمل، نیویورک)                                | حزب دموکرات (ایالات متحده آمریکا)  | R+1               | ژانویه۳, ۲۰۱۳     |            |
| R     | جان فاسو (کیندرهوک، نیویورک)                                     | حزب جمهوری‌خواه ایالات متحده آمریکا | R+2               | ژانویه۳, ۲۰۱۷     |            |
| R     | پال تونکو (آلبانی، نیویورک)                                      | حزب دموکرات (ایالات متحده آمریکا)  | D+7               | ژانویه۳, ۲۰۰۹     |            |
| R     | الیزی استفنیک (واترتاون، نیویورک)                                | حزب جمهوری‌خواه ایالات متحده آمریکا | R+4               | ژانویه۳, ۲۰۱۵     |            |
| R     | کلودیا تنی (نیوهارتفورد، نیویورک)                                | حزب جمهوری‌خواه ایالات متحده آمریکا | R+6               | ژانویه۳, ۲۰۱۷     |            |
| R     | تام رید (کورنینگ، نیویورک)                                       | حزب جمهوری‌خواه ایالات متحده آمریکا | R+6               | نوامبر۲, ۲۰۱۰     |            |
| R     | جان کاتکو (سیراکیوس، نیویورک)                                    | حزب جمهوری‌خواه ایالات متحده آمریکا | D+3               | ژانویه۳, ۲۰۱۵     |            |
| R     | خالی- مرزهای ناحیه ۲۵ فدرال کنگره ایالات متحده در ایالت نیویورک. | حزب دموکرات (ایالات متحده آمریکا)  | D+8               | ۱۶ مارس ۲۰۱۸      |            |
| R     | بریان هیگنس (بافلو، نیویورک)                                     | حزب دموکرات (ایالات متحده آمریکا)  | D+11              | ۳ ژانویه ۲۰۰۵     |            |
| R     | کریس کالینز (کلارنس، نیویورک)                                    | حزب جمهوری‌خواه ایالات متحده آمریکا | R+11              | ۳ ژانویه ۲۰۱۳     |            |

## سنای ایالات متحده آمریکا
فهرست سناتورهای ایالات متحده از نیویورک
| سناتورهای رده ۱             | کنگره                                | سناتورهای رده ۳                  |
| --------------------------- | ------------------------------------ | -------------------------------- |
| فیلیپ اسکایلر (طرفدار دولت) | کنگره ایالات متحده یکمین (۱۷۸۹–۱۷۹۱) | روفس کینگ (طرفدار دولت)          |
| آرون بر (مخالف دولت)        | دومین (۱۷۹۱)(۱۷۹۳)                   |                                  |
| سومین (۱۷۹۳–۱۷۹۵)           |                                      |                                  |
| چهارمین (۱۷۹۵–۱۷۹۷)         |                                      |                                  |
| جان لورنس (F)               |                                      |                                  |
| فیلیپ اسکایلر (F)           | پنجمین (۱۷۹۷–۱۷۹۹)                   |                                  |
| جان اسلس هوبرت (F)          |                                      |                                  |
| ویلیام نورث (F)             |                                      |                                  |
| جیمز واتسون (F)             |                                      |                                  |
| ششمین (۱۷۹۹–۱۸۰۱)           |                                      |                                  |
| گاورنر موریس (F)            | جان آرمسترانگ جونیور (DR)            |                                  |
| گاورنر موریس (F)            | جان آرمسترانگ جونیور (DR)            | هفتمین (۱۸۰۱–۱۸۰۳)               |
| گاورنر موریس (F)            | دوایت کلینتون (DR)                   |                                  |
| تئودوروس بیلی (DR)          | هشتمین (۱۸۰۳–۱۸۰۵)                   | جان آرمسترانگ جونیور (DR)        |
| جان آرمسترانگ جونیور (DR)   | جان اسمیت (DR)                       |                                  |
| ساموئل ال. میتچیل (DR)      | جان اسمیت (DR)                       |                                  |
| نهمین (۱۸۰۵–۱۸۰۷)           | جان اسمیت (DR)                       |                                  |
| دهمین (۱۸۰۷–۱۸۰۹)           | جان اسمیت (DR)                       |                                  |
| عوبدیا جرمن (DR)            | جان اسمیت (DR)                       | یازدهمین (۱۸۰۹–۱۸۱۱)             |
| عوبدیا جرمن (DR)            | جان اسمیت (DR)                       | دوازدهمین (۱۸۱۱–۱۸۱۳)            |
| عوبدیا جرمن (DR)            | سیزدهمین (۱۸۱۳–۱۸۱۵)                 | روفس کینگ (F)                    |
| ناتان سنفورد (DR)           | چهاردهمین (۱۸۱۵–۱۸۱۷)                | روفس کینگ (F)                    |
| ناتان سنفورد (DR)           | پانزدهمین (۱۸۱۷–۱۸۱۹)                | روفس کینگ (F)                    |
| ناتان سنفورد (DR)           | شانزدهمین (۱۸۱۹–۱۸۲۱)                | روفس کینگ (F)                    |
| مارتین ون بیورن (DR)        | هفدهمین (۱۸۲۱–۱۸۲۳)                  | روفس کینگ (F)                    |
| مارتین ون بیورن (DR)        | هجدهمین (۱۸۲۳–۱۸۲۵)                  | روفس کینگ (F)                    |
| مارتین ون بیورن (DR)        | نوزدهمین (۱۸۲۵–۱۸۲۷)                 | ناتان سنفورد                     |
| مارتین ون بیورن (DR)        | بیستمین (۱۸۲۷–۱۸۲۹)                  |                                  |
| چارلز ئی. دادلی (J)         |                                      |                                  |
| بیست و یکمین (۱۸۲۹–۱۸۳۱)    |                                      |                                  |
| بیست و دومین (۱۸۳۱–۱۸۳۳)    | ویلیام ال. مارسی (J)                 |                                  |
| ناتانیل پی. تالمج (J)       | بیست و سومین (۱۸۳۳–۱۸۳۵)             | سیلاس رایت، جونیور (J)           |
| ناتانیل پی. تالمج (J)       | بیست و چهارمین (۱۸۳۵–۱۸۳۷)           | سیلاس رایت، جونیور (J)           |
| ناتانیل پی. تالمج (J)       | بیست و پنجمین (۱۸۳۷–۱۸۳۹)            | سیلاس رایت، جونیور (J)           |
| ناتانیل پی. تالمج (D)       | بیست و ششمین (۱۸۳۹–۱۸۴۱)             | سیلاس رایت، جونیور (J)           |
| ناتانیل پی. تالمج (D)       | بیست و هفتمین (۱۸۴۱–۱۸۴۳)            | سیلاس رایت، جونیور (J)           |
| دانیل اس. دیکینسن (D)       | بیست و هشتمین (۱۸۴۳–۱۸۴۵)            | هنری ای. فاستر (D)               |
| دانیل اس. دیکینسن (D)       | بیست و نهمین (۱۸۴۵–۱۸۴۷)             | جان آدامز دیکس (D)               |
| دانیل اس. دیکینسن (D)       | سی و امین (۱۸۴۷–۱۸۴۹)                | جان آدامز دیکس (D)               |
| دانیل اس. دیکینسن (D)       | سی و یکمین (۱۸۴۹–۱۸۵۱)               | ویلیام اچ. سیوارد (W)            |
| همیلتون فیش (W)             | سی و دومین (۱۸۵۱–۱۸۵۳)               | ویلیام اچ. سیوارد (W)            |
| همیلتون فیش (W)             | سی و سومین (۱۸۵۳–۱۸۵۵)               | ویلیام اچ. سیوارد (W)            |
| همیلتون فیش (W)             | سی و چهارمین (۱۸۵۵–۱۸۵۷)             | ویلیام اچ. سیوارد (R)            |
| پرستون کینگ (R)             | سی و پنجمین (۱۸۵۷–۱۸۵۹)              | ویلیام اچ. سیوارد (R)            |
| پرستون کینگ (R)             | سی و ششمین (۱۸۵۹–۱۸۶۱)               | ویلیام اچ. سیوارد (R)            |
| پرستون کینگ (R)             | سی و هفتمین (۱۸۶۱–۱۸۶۳)              | ایرا هریس (R)                    |
| ادوین دی. مورگان (R)        | سی و هشتمین (۱۸۶۳–۱۸۶۵)              | ایرا هریس (R)                    |
| ادوین دی. مورگان (R)        | سی و نهمین (۱۸۶۵–۱۸۶۷)               | ایرا هریس (R)                    |
| ادوین دی. مورگان (R)        | چهلمین (۱۸۶۷–۱۸۶۹)                   | روسکو کانکلینگ (R)               |
| روبن فنتون (R)              | چهل و یکمین (۱۸۶۹–۱۸۷۱)              | روسکو کانکلینگ (R)               |
| روبن فنتون (R)              | چهل و دومین (۱۸۷۱–۱۸۷۳)              | روسکو کانکلینگ (R)               |
| روبن فنتون (R)              | جهل و سومین (۱۸۷۳–۱۸۷۵)              | روسکو کانکلینگ (R)               |
| فرانسیس کرنن (D)            | چهل و چهارمین (۱۸۷۵–۱۸۷۷)            | روسکو کانکلینگ (R)               |
| فرانسیس کرنن (D)            | چهل و پنجمین (۱۸۷۷–۱۸۷۹)             | روسکو کانکلینگ (R)               |
| فرانسیس کرنن (D)            | چهل و ششمین (۱۸۷۹–۱۸۸۱)              | روسکو کانکلینگ (R)               |
| توماس سی. پلات (R)          | چهل و هفتمین (۱۸۸۱–۱۸۸۳)             | روسکو کانکلینگ (R)               |
| وارنر میلر (R)              | البریج جی. لافام (R)                 |                                  |
| وارنر میلر (R)              | البریج جی. لافام (R)                 | چهل و هشتمین (۱۸۸۳–۱۸۸۵)         |
| وارنر میلر (R)              | چهل و نهمین (۱۸۸۵–۱۸۸۷)              | ویلیام ام. اورتس (R)             |
| فرانک هیسکاک (R)            | پنجاهمین (۱۸۸۷–۱۸۸۹)                 | ویلیام ام. اورتس (R)             |
| فرانک هیسکاک (R)            | پنجاه و یکمین (۱۸۸۹–۱۸۹۱)            | ویلیام ام. اورتس (R)             |
| فرانک هیسکاک (R)            | پنجاه و دومین (۱۸۹۱–۱۸۹۳)            | دیوید بی. هیل (D)                |
| ادوارد مرفی، جونیور (D)     | پنجاه و سومین (۱۸۹۳–۱۸۹۵)            | دیوید بی. هیل (D)                |
| ادوارد مرفی، جونیور (D)     | پنجاه و چهارمین (۱۸۹۵–۱۸۹۷)          | دیوید بی. هیل (D)                |
| ادوارد مرفی، جونیور (D)     | پنجاه و پنجمین (۱۸۹۷–۱۸۹۹)           | توماس سی. پلات (R)               |
| چانسی دپیو (R)              | پنجاه و ششمین (۱۸۹۹–۱۹۰۱)            | توماس سی. پلات (R)               |
| چانسی دپیو (R)              | پنجاه و هفتمین (۱۹۰۱–۱۹۰۳)           | توماس سی. پلات (R)               |
| چانسی دپیو (R)              | پنجاه و هشتمین (۱۹۰۳–۱۹۰۵)           | توماس سی. پلات (R)               |
| چانسی دپیو (R)              | پنجاه و نهمین (۱۹۰۵–۱۹۰۷)            | توماس سی. پلات (R)               |
| چانسی دپیو (R)              | شصتمین (۱۹۰۷–۱۹۰۹)                   | توماس سی. پلات (R)               |
| چانسی دپیو (R)              | شصت و یکمین (۱۹۰۹–۱۹۱۱)              | الیو روت (R)                     |
| جیمز آلوازیوس اوگورمن (D)   | شصت و دومین (۱۹۱۱–۱۹۱۳)              | الیو روت (R)                     |
| جیمز آلوازیوس اوگورمن (D)   | شصت و سومین (۱۹۱۳–۱۹۱۵)              | الیو روت (R)                     |
| جیمز آلوازیوس اوگورمن (D)   | شصت و چهارمین (۱۹۱۵–۱۹۱۷)            | جیمز دبلیو. ویدس‌وورس، جونیور (R) |
| ویلیام ام. کلدر (R)         | شصت و پنجمین (۱۹۱۷–۱۹۱۹)             | جیمز دبلیو. ویدس‌وورس، جونیور (R) |
| ویلیام ام. کلدر (R)         | شصت و ششمین (۱۹۱۹–۱۹۲۱)              | جیمز دبلیو. ویدس‌وورس، جونیور (R) |
| ویلیام ام. کلدر (R)         | شصت و هفتمین (۱۹۲۱–۱۹۲۳)             | جیمز دبلیو. ویدس‌وورس، جونیور (R) |
| رویال اس. کپلند (D)         | شصت و هشتمین (۱۹۲۳–۱۹۲۵)             | جیمز دبلیو. ویدس‌وورس، جونیور (R) |
| رویال اس. کپلند (D)         | شصت و نهمین (۱۹۲۵–۱۹۲۷)              | جیمز دبلیو. ویدس‌وورس، جونیور (R) |
| رویال اس. کپلند (D)         | هفتادمین (۱۹۲۷–۱۹۲۹)                 | رابرت اف. واگنر (D)              |
| رویال اس. کپلند (D)         | هفتاد و یکمین (۱۹۲۹–۱۹۳۱)            | رابرت اف. واگنر (D)              |
| رویال اس. کپلند (D)         | هفتاد و دومین (۱۹۳۱–۱۹۳۳)            | رابرت اف. واگنر (D)              |
| رویال اس. کپلند (D)         | هفتاد و سومین (۱۹۳۳–۱۹۳۵)            | رابرت اف. واگنر (D)              |
| رویال اس. کپلند (D)         | هفتاد و چهارمین (۱۹۳۵–۱۹۳۷)          | رابرت اف. واگنر (D)              |
| رویال اس. کپلند (D)         | هفتاد و پنجمین (۱۹۳۷–۱۹۳۹)           | رابرت اف. واگنر (D)              |
| جیمز ام. مید (D)            |                                      | رابرت اف. واگنر (D)              |
| هفتاد و ششمین (۱۹۳۹–۱۹۴۱)   |                                      | رابرت اف. واگنر (D)              |
| هفتاد و هفتمین (۱۹۴۱–۱۹۴۳)  |                                      | رابرت اف. واگنر (D)              |
| هفتاد و هشتمین (۱۹۴۳–۱۹۴۵)  |                                      | رابرت اف. واگنر (D)              |
| هفتاد و نهمین (۱۹۴۵–۱۹۴۷)   |                                      | رابرت اف. واگنر (D)              |
| ایروینگ آیوز (R)            | هشتادمین (۱۹۴۷–۱۹۴۹)                 | رابرت اف. واگنر (D)              |
| ایروینگ آیوز (R)            | هشتاد و یکمین (۱۹۴۹–۱۹۵۱)            | رابرت اف. واگنر (D)              |
| ایروینگ آیوز (R)            | جان فاستر دالس (R)                   |                                  |
| ایروینگ آیوز (R)            | هربرت اچ. لمن (D)                    |                                  |
| ایروینگ آیوز (R)            | هشتاد و دومین (۱۹۵۱–۱۹۵۳)            |                                  |
| ایروینگ آیوز (R)            | هشتاد و سومین (۱۹۵۳–۱۹۵۵)            |                                  |
| ایروینگ آیوز (R)            | هشتاد و چهارمین (۱۹۵۵–۱۹۵۷)          |                                  |
| ایروینگ آیوز (R)            | هشتاد و پنجمین (۱۹۵۷–۱۹۵۹)           | یاکوب یاویتس (R)                 |
| کنت کیتینگ (R)              | هشتاد و ششمین (۱۹۵۹–۱۹۶۱)            | یاکوب یاویتس (R)                 |
| کنت کیتینگ (R)              | هشتاد و هفتمین (۱۹۶۱–۱۹۶۳)           | یاکوب یاویتس (R)                 |
| کنت کیتینگ (R)              | هشتاد و هشتمین (۱۹۶۳–۱۹۶۵)           | یاکوب یاویتس (R)                 |
| رابرت اف. کندی (D)          | هشتاد و نهمین (۱۹۶۵–۱۹۶۷)            | یاکوب یاویتس (R)                 |
| رابرت اف. کندی (D)          | نودمین (۱۹۶۷–۱۹۶۹)                   | یاکوب یاویتس (R)                 |
| چارلز گودل (R)              |                                      | یاکوب یاویتس (R)                 |
| نود و یکمین (۱۹۶۹–۱۹۷۱)     |                                      | یاکوب یاویتس (R)                 |
| جیمز ل بالکلی               | نود و دومین (۱۹۷۱–۱۹۷۳)              | یاکوب یاویتس (R)                 |
| جیمز ل بالکلی               | نود و سومین (۱۹۷۳–۱۹۷۵)              | یاکوب یاویتس (R)                 |
| جیمز ل بالکلی               | نود و چهارمین (۱۹۷۵–۱۹۷۷)            | یاکوب یاویتس (R)                 |
| دانیل پاتریک موینیهان (D)   | نود و پنجمین (۱۹۷۷–۱۹۷۹)             | یاکوب یاویتس (R)                 |
| دانیل پاتریک موینیهان (D)   | نود و ششمین (۱۹۷۹–۱۹۸۱)              | یاکوب یاویتس (R)                 |
| دانیل پاتریک موینیهان (D)   | نود و هفتمین (۱۹۸۱–۱۹۸۳)             | آلفونسو داماتو (R)               |
| دانیل پاتریک موینیهان (D)   | نود و هشتمین (۱۹۸۳–۱۹۸۵)             | آلفونسو داماتو (R)               |
| دانیل پاتریک موینیهان (D)   | نود و نهمین (۱۹۸۵–۱۹۸۷)              | آلفونسو داماتو (R)               |
| دانیل پاتریک موینیهان (D)   | صدمین (۱۹۸۷–۱۹۸۹)                    | آلفونسو داماتو (R)               |
| دانیل پاتریک موینیهان (D)   | صد و یکمین (۱۹۸۹–۱۹۹۱)               | آلفونسو داماتو (R)               |
| دانیل پاتریک موینیهان (D)   | صد و دومین (۱۹۹۱–۱۹۹۳)               | آلفونسو داماتو (R)               |
| دانیل پاتریک موینیهان (D)   | صد و سومین (۱۹۹۳–۱۹۹۵)               | آلفونسو داماتو (R)               |
| دانیل پاتریک موینیهان (D)   | صد و چهارمین (۱۹۹۵–۱۹۹۷)             | آلفونسو داماتو (R)               |
| دانیل پاتریک موینیهان (D)   | صد و پنجمین (۱۹۹۷–۱۹۹۹)              | آلفونسو داماتو (R)               |
| دانیل پاتریک موینیهان (D)   | صد و ششمین (۱۹۹۹–۲۰۰۱)               | چاک شومر (D)                     |
| هیلاری کلینتون (D)          | صد و هفتمین (۲۰۰۱–۲۰۰۳)              | چاک شومر (D)                     |
| هیلاری کلینتون (D)          | صد و هشتمین (۲۰۰۳–۲۰۰۵)              | چاک شومر (D)                     |
| هیلاری کلینتون (D)          | صد و نهمین (۲۰۰۵–۲۰۰۷)               | چاک شومر (D)                     |
| هیلاری کلینتون (D)          | صد و دهمین (۲۰۰۷–۲۰۰۹)               | چاک شومر (D)                     |
| هیلاری کلینتون (D)          | صد و یازدهمین (۲۰۰۹–۲۰۱۱)            | چاک شومر (D)                     |
| کرستن جیلیبرند (D)          |                                      | چاک شومر (D)                     |
| صد و دوازدهمین (۲۰۱۱–۲۰۱۳)  |                                      | چاک شومر (D)                     |
| صد و سیزدهمین(۲۰۱۳–۲۰۱۵)    |                                      | چاک شومر (D)                     |
| صد و چهاردهمین (۲۰۱۵–۲۰۱۷)  |                                      | چاک شومر (D)                     |
| صد و پانزدهمین (۲۰۱۷–۲۰۱۹)  |                                      | چاک شومر (D)                     |

### فهرست سناتورهای پیشین در قید حیات
در ۲۰۱۵ سه سناتور سابق ایالات متحده از ایالت نیویورک هستند که در حال حاضر زنده‌اند، دو سناتور رده یکم و یک نفر رده سوم است.
| سناتور         | اداره     | رده | تارخ تولد (و سن)       |
| -------------- | --------- | --- | ---------------------- |
| جیمز ل باکلی   | ۱۹۷۱–۱۹۷۷ | ۱   | ۹ مارس ۱۹۲۳ ‏(۱۰۲ سال)  |
| آلفونسو داماتو | ۱۹۸۱–۱۹۹۹ | ۳   | ۱ اوت ۱۹۳۷ ‏(۸۷ سال)    |
| هیلاری کلینتون | ۲۰۰۱–۲۰۰۹ | ۱   | ۲۶ اکتبر ۱۹۴۷ ‏(۷۷ سال) |